# Krahn (Sprache)
Krahn ist die Sprache des gleichnamigen Volkes und gehört zu den Kru-Sprachen innerhalb der Sprachfamilie der Niger-Kongo-Sprachen. 
Es bestehen zwei Krahn-Sprachen, östliches und westliches Krahn.
- Westliches Krahn wird in Teilen der Elfenbeinküste und Liberia gesprochen. In Statistiken von 1991 und 1993 wurde die Anzahl der Sprecher dieser Sprache auf 47.000 in Liberia und 12.200 in der Elfenbeinküste geschätzt.
- Östliches Krahn wird ursprünglich nur in Liberia gesprochen. Die Statistik von 1991 geht von einer Zahl von 47.800 Sprechern aus.

Es gibt viele Dialekte beider Sprachen. Die Dialekte an der Elfenbeinküste haben meistens einen französischen Einfluss.
Als Samuel Doe in Liberia durch einen Militärputsch 1980 an die Macht kam, zogen viele Krahnsprecher aus den Inselgegenden in die Hauptstadt Monrovia. Es wird davon ausgegangen, dass viele ethnische Krahn, die nach Monrovia gebracht wurden, die Sprache nicht gesprochen haben.
In Folge der Absetzung Does im Jahre 1989 und des Beginns des Bürgerkrieges verbreitete sich ihre Sprache durch die liberianischen Flüchtlinge an der Elfenbeinküste.